# دابور
دابور (انگلیسی: Dabur) شرکت کالای هندی است، که در سال ۱۸۸۴ تأسیس شد.